# Штольценберг, Бенно
Бенно Штольценберг (нем. Benno Stolzenberg, настоящее имя Беньямин, нем. Benjamin; 25 февраля 1827, Кёнигсберг — 22 апреля 1906, Берлин) — немецкий оперный певец (тенор) и вокальный педагог еврейского происхождения.
Сын кантора. Дебютировал как певец в кёнигсбергской синагоге, затем изучал оперное пение в Берлине под руководством Эдуарда Мантиуса и Генриха Дорна. Дебютировал в Кёнигсбергской опере в 1852 году в партии графа Альмавивы («Севильский цирюльник» Джоаккино Россини). Пел в Кёнигсберге до 1855 года, затем один сезон в Ревеле, в 1856—1858 гг. в Штеттине, в 1858—1859 гг. в Брауншвейге, в 1859—1860 гг. в Вюрцбурге, в 1860—1875 гг. в Баденской придворной опере в Карлсруэ. В 1875—1876 гг. продолжил исполнительскую карьеру в Лейпциге, в 1876—1879 гг. вернулся в Кёнигсберг, в 1879—1882 гг. работал в Данциге не только как певец, но и как режиссёр. В 1882—1885 гг. жил и работал в Берлине, в 1885—1896 гг. преподавал в Кёльнской консерватории, среди его учеников, в частности, Вильгельм Фильмар. С 1896 года руководил частной певческой школой в Берлине.
Обладал обширным репертуаром (около 140 партий), пользовался особой известностью как исполнитель опер Вольфганга Амадея Моцарта. Среди других заметных ролей Штольценберга — заглавная партия в «Роберте-дьяволе» и партия Рауля в «Гугенотах» Жака Мейербера, Флорестан в «Фиделио» Людвига ван Бетховена, Элеазар в «Жидовке» Фроманталя Галеви, Лоэнгрин в одноимённой опере Рихарда Вагнера. В концертном репертуаре был знаменит как исполнитель Иоганна Себастьяна Баха. Опубликовал несколько сборников собственных песен.
Жена — певица Клэр Лапорт (сопрано), их дочь Клара Штольценберг также стала певицей.